# Valenki

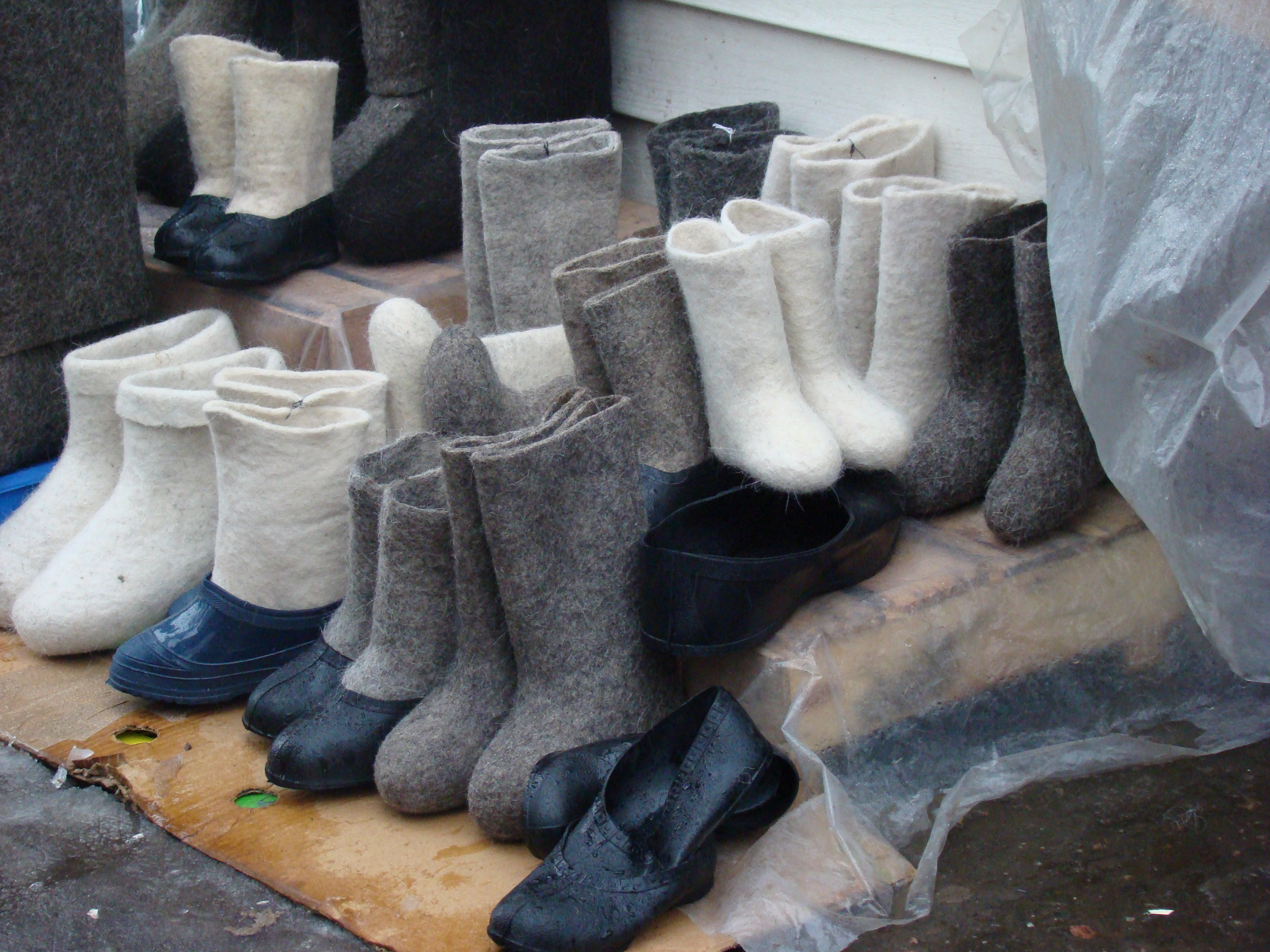
Valenki rusas

Valenki (Ruso: ва́ленки) es un tipo de calzado de invierno tradicional ruso, esencialmente botas de fieltro: el nombre valenok literalmente significa hecho de fieltro. Las valenki están hechas de fieltro de lana. No son resistentes al agua y a menudo son llevadas con galochas para mantener el agua alejada del cuerpo y proteger las suelas del desgaste y el desgarro. Las valenki fueron en su tiempo el calzado elegido por muchos rusos pero en la segunda mitad del siglo XX  perdieron buena parte de su atractivo en las ciudades debido a su asociación con la indumentaria rural.

## Descripción
Valenki – botas altas de fieltro cálidas hechas de lana de la oveja seca - son normalmente duras por su forma pero también existen modelos blandos que están confeccionadas para combinarse con un calzado correspondiente.

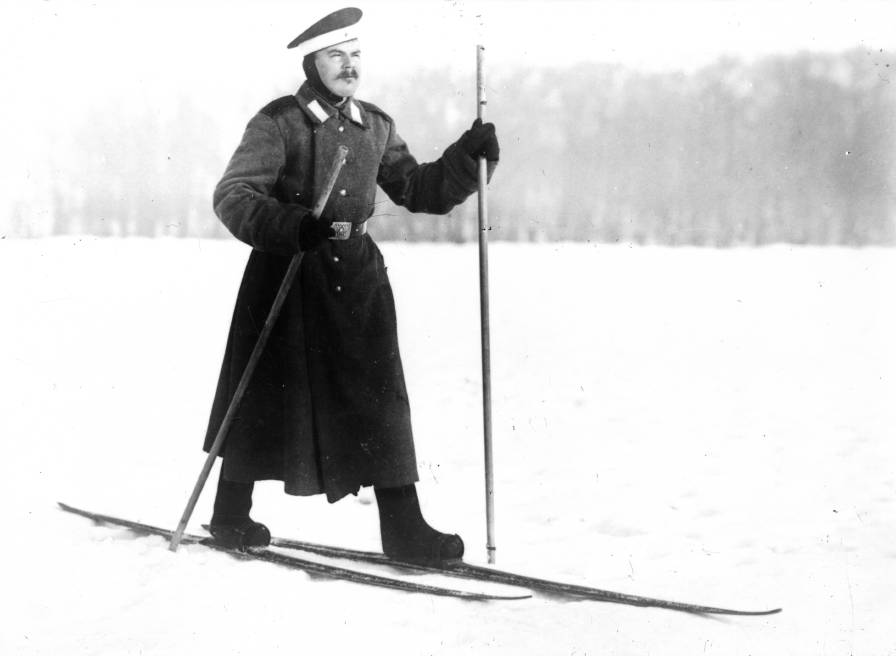
Soldado ruso sobre esquíes llevando botas valenki

Valenki es un tipo de calzado  tradicional ruso que se lleva normalmente para andar por la nieve seca cuando las temperaturas son muy bajas. Las valenki se desgastan más deprisa por la parte inferior y muy a menudo se ponen suelas de cuero u otro material duradero para impedir este efecto, así que  a menudo se llevan con galochas. También se usan para protegerse de la humedad –  utilizan una suela de goma - y  hay valenki con suelas con pegamento cosido y suelas moldeadas. Tradicionalmente, las valenki se distribuyen en marrón, negro, gris y blanco pero desde hace pocos años, los consumidores son capaces de pedir estas botas en una amplia variedad de colores (rojo, azul, púrpura, verde, amarillo, naranja).
Este tipo de botas están incluidas en el estándar de agentes suministradores y los rangos del servicio militar interno del ejército ruso referentes a prendas y equipos de calor .
Las valenki vienen de las tradicionales botas de fieltro llevadas por los nómadas de la Gran Estepa (incluyendo Rus de Kiev), cuya historia se remonta más allá de 1500 años.
Aun así, se supone que las botas aparecieron a principios del siglo XVIII. Las valenki no se extendieron hasta la primera mitad del siglo XIX cuándo  empezaron a ser fabricadas de manera industrial. Antes de esto, se trataba de un producto bastante caros que solo las personas ricas podían costearse. La complejidad creciente de las necesidades, la influencia creciente del urbanismo en detrimento de los pueblos provocó el cambio de zapatos a botas de fieltro, y con ellas el amplio desarrollo de la producción de enfieltrado.